# 申梦玺
申梦玺，山西阳曲（今山西太原）人，清朝政治人物。
申梦玺曾于1750年接替邵大业任苏松道道员一职，1757年由朱奎扬接任。累官廣西按察使。